# Greg Landsman
Gregory John Landsman, detto Greg (Cincinnati, 4 dicembre 1976), è un politico statunitense, membro della Camera dei Rappresentanti per lo stato dell'Ohio dal 2023.

## Biografia
Nato in una famiglia ebrea di Cincinnati, Landsman studiò scienze politiche presso l'Ohio University e successivamente conseguì un master's degree in studi teologici presso la Harvard Divinity School. Lavorò per il governatore dell'Ohio Ted Strickland come direttore delle iniziative religiose e comunitarie e fu poi attivo nel campo dell'educazione, dirigendo l'iniziativa Preschool Promise.
Nel 2013 si candidò infruttuosamente al consiglio comunale di Cincinnati, poi nel 2017 ci riprovò e risultò eletto. Ottenne un secondo mandato nel 2021.
Nel 2022 venne reclutato dai vertici del Partito Democratico per candidarsi alla Camera dei Rappresentanti contro il deputato repubblicano di lungo corso Steve Chabot. Landsman annunciò la propria candidatura nel mese di gennaio 2022 e a novembre sconfisse Chabot con un margine di scarto di cinque punti percentuali, divenendo deputato, in quella che venne ritenuta una vittoria a sorpresa e che fu oggetto di svariate analisi politiche.